# Leggeloo

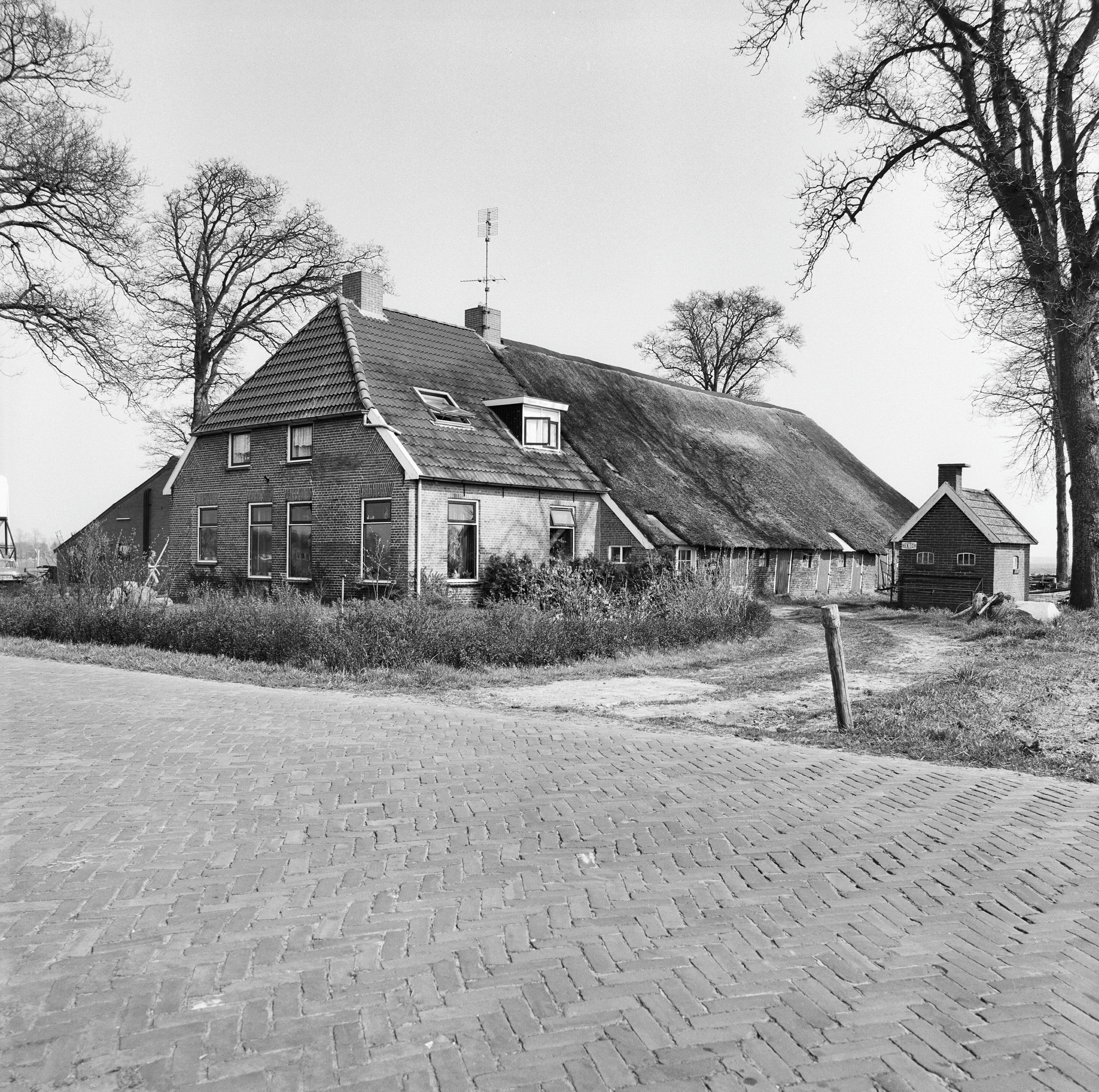

Leggeloo est un hameau situé dans la commune néerlandaise de Westerveld, dans la province de Drenthe. En 2007, le hameau comptait 120 habitants.